# Chinese Burgeroorlog
De Chinese Burgeroorlog was een burgeroorlog in China die werd uitgevochten tussen de communisten (CCP) en nationalisten (Kwomintang). Hij duurde van 1927 tot 1949, met een onderbreking tijdens de Tweede Chinees-Japanse Oorlog tussen 1937 en 1945.

## Het begin
De Communistische Partij China (CCP) en de Kwomintang (KMT) waren bondgenoten tijdens de oorlog tegen de Noordelijke krijgsheren, totdat de KMT (onder leiding van Chiang Kai-shek) zich tegen de communisten keerde. De redenen hiervoor zijn nog onduidelijk, maar men vermoedt dat dit te maken had met intriges van de communisten, een angst om door hen en door Moskou geïnfiltreerd te worden, en hevige anticommunistische gevoelens van Chiang Kai-shek. De communisten waren een kleine groep en gedwongen ondergronds te gaan. 
In meer rurale gebieden zetten zij sovjetstaatjes op naar Russisch model. De Chinese Communisten bestonden in meerderheid uit arme ongeletterde boeren, die waren uitgebuit door hun landbezitters en die in eerdere conflicten alles verloren hadden, en besloten hadden de wapens op te pakken. De CCP, uiteindelijk geleid door Mao Zedong, organiseerde zichzelf en zijn staat uiteindelijk steeds strakker en werd met het verstrijken van de jaren steeds sterker, waarbij de discipline en ook de repressie toenamen. Zoals de Roden in Rusland namen ook de Roden in China hun toevlucht tot terreur.

## De Lange Mars
Eind 1933 omsingelden de Kwomintang de Jiangxi Sovjet, de grootste provincie van het toenmalige Chinese Sovjetrepubliek. In oktober 1934 besloten de communisten met een leger van 130.000 man uit te breken om te proberen zich bij kameraden in meer afgelegen gebieden te voegen. De tocht staat bekend als de Lange Mars. Chiang meende hier gebruik van te kunnen maken. Hij dirigeerde de communisten over gebieden die nog onder controle van krijgsheren stonden. Geconfronteerd met deze nieuwe bedreiging, gaven deze krijgsheren hun soevereiniteit over aan de Kwomintang, zodat Chiang hier garen bij kon spinnen. Ook hoopte Chiang dat Stalin zijn zoon zou laten terugkomen naar China, als hij de communisten spaarde.
Over de Mars doen vele legenden, mythen en verzinsels de ronde in China. Hoe het ook zij, voor de meeste deelnemers was het een enorme prestatie. Ze legden 6000 tot 10.000 kilometer af en moesten soms op blote voeten bergketens oversteken. Wanneer de communisten van het pad afweken dat Chiang voor hen had uitgestippeld, werden ze aangevallen en gebombardeerd. Ook de Tibetanen van Sichuan waren hen vijandig gezind en overvielen deelnemers vanuit de bossen. Moerassen leidden tot logistieke problemen en malaria. Gedecimeerd kwam de groep in Yan'an aan.

## De Tweede Wereldoorlog
Chiang wilde de communisten in Yan'an houden, en wellicht vernietigen, en omsingelde ze met een sterke legermacht. Deze werd echter geleid door Zhang Xueliang, de "jonge maarschalk", die uiteindelijk Chiang ontvoerde en dwong tot samenwerking met de communisten tegen de Japanners. In 1937 besloten de KMT en CCP tot een wapenstilstand. Mao stuurde zijn tweede man Zhou Enlai naar de nieuwe hoofdstad Chongqing om de contacten met de Kwomintang te onderhouden.
De Japanners waren inmiddels diep in China doorgedrongen, en hadden in Mantsjoerije een satellietstaat uitgeroepen. Veel Chinezen begrepen niet waarom Chinezen elkaar vermoordden terwijl Japan hun land stukje bij beetje bezette. Uiteindelijk kwam het tot een totale oorlog tegen Japan. Overigens kwam het ook tijdens deze oorlog nog herhaaldelijk tot botsingen tussen de CCP en KMT.
De CCP bleef echter vrij passief. Bovendien hadden de KMT de steun van de geallieerden, terwijl de CCP slechts de Sovjet-Unie achter zich had dat vanaf 1941 de handen vol had aan nazi-Duitsland. De communisten wisten wel gebieden achter de Japanse linies te infiltreren, aangezien Japan in het enorme bezette gebied slechts de steden en (spoor)wegen kon bezetten. Mao besefte terdege dat de winnaar verzwakt achter zou blijven, wat voor de CCP een gouden kans zou betekenen. Ook probeerde hij uit alle macht Russische steun te krijgen.
Op 6 en 9 augustus 1945 wierpen de Verenigde Staten de atoombommen "Little Boy" en "Fat Man" af op Japan. Op 8 augustus 1945 verklaarde de Sovjet-Unie Japan de oorlog en bezette grote gebieden in Noord-China en Mantsjoerije, alsmede heel Noord-Korea. De Russen deden precies wat Mao hoopte. Ze droegen bezette gebieden en buitgemaakte wapens over aan de communisten, en bleven hen logistiek en financieel steunen. De communisten hadden eind 1945, naast hun sovjets verspreid over China, een solide basis in Mantsjoerije, met een sterke bondgenoot in de rug.
De Amerikanen trachtten te bemiddelen tussen Mao en Chiang. Men hoopte op een verenigd China, en de meeste Chinezen wilden ook nu eindelijk vrede. Het bleek tevergeefs. Onderhandelingen liepen vast, en uiteindelijk raakten beide partijen eind 1945 weer slaags.

## De laatste fase van de burgeroorlog
De burgeroorlog brak nu in alle hevigheid uit. De nationalisten kregen al snel de overhand, en vaagden de communisten in Zuid- en Midden-China weg. Ook in Mantsjoerije verloren de communisten aanvankelijk terrein, maar wisten in de winter van 1945-46 het tij te keren. De troepen daar waren bovendien van een ander kaliber dan de zuidelijke communisten, aangezien zij getraind waren door Russische officieren, en bewapend waren met Duitse en Japanse wapens.
Veel Chinezen waren van de KMT vervreemd tijdens de oorlog ten gevolge van de Witte Terreur (ook de KMT nam ten slotte zijn toevlucht hiertoe). Chiang kreeg bovendien de schuld van de welig tierende corruptie. Zijn offensief liep ten slotte vast terwijl zijn soldaten met duizenden deserteerden richting Mao Zedong. In 1947 begon hij op militaire successen te jagen, en bezette ten slotte Yan'an. De verovering van deze basis werd als een overwinning bejubeld, maar de communisten onder leiding van Mao Zedong trokken zich simpelweg terug met medeneming van alles van waarde. In 1948 verloren de nationalisten meer en meer terrein: eerst in het noorden, maar later ook in het zuiden. In 1949 vielen alle grote steden in handen van de communisten. Chiang was al afgetreden en ten slotte evacueerde de Kwomintang Nanking voor Kanton. Ook het zuiden bleek onhoudbaar, en in 1949 weken de nationalisten uit naar Taiwan. Op 1 oktober 1949 riep Mao Zedong de Volksrepubliek China uit. Deze dag is nog altijd China's nationale feestdag.

## Einde van de burgeroorlog
Het zuidelijke eiland Hainan werd ten slotte in 1950 ingenomen. Hiermee was de Chinese Burgeroorlog geëindigd, hoewel de communistische Volksrepubliek China nog steeds beweert dat Taiwan een afvallige provincie is die moet terugkeren onder Chinese jurisdictie. Hereniging is in iets mindere mate gewenst van Taiwanese kant, dat zich formeel 'Republiek China' noemt. Er bestaat een beweging van autochtone Taiwanezen die zich compleet wil losmaken van China. Officieel is de hoofdstad van Taiwan nog steeds Nanking (op het Chinese vasteland), dat nu "tijdelijk is bezet door de communisten".